# Dsoramut
Dsoramut ou Dzoramut (en arménien Ձորամուտ ) est une communauté rurale du marz de Lorri en Arménie. En 2008, elle compte 366 habitants.
Dsoramut est traverséparla route magistrale 3.